# レナセールセレナーデ
『レナセールセレナーデ』は、ももいろクローバーZの22枚目のシングルである。2024年8月28日にEVIL LINE RECORDSから発売された。
表題曲「レナセールセレナーデ」はテレビアニメ『転生したらスライムだった件』の第3期第2クールオープニングテーマに使用された。またカップリング曲「Burn your Beat」は東北楽天ゴールデンイーグルス所属田中将大投手の2024年シーズン登場曲に使用された。

## 概要
ももいろクローバーZのシングルとして『レナセールセレナーデ』は前作『月色Chainon』以来約3年半ぶりのシングルリリースとなる。
表題曲「レナセールセレナーデ」は日本テレビ系列『FRIDAY ANIME NIGHT』枠ほかにて放送されているテレビアニメ『転生したらスライムだった件』第3期の第2クールオープニングテーマとして使用された。CDシングルリリースに先立ち、表題曲のみが収録された配信限定シングル『レナセールセレナーデ』が2024年6月28日にリリースされた。
「レナセールセレナーデ」の作詞作曲及び楽曲プロデュースはMrs.GREEN APPLEの大森元貴が務めている。大森がももいろクローバーZに楽曲を提供するのは初となる。
「レナセールセレナーデ」のメロディーの一部について、Mrs. GREEN APPLEの楽曲「ケセラセラ」の「All right All right」の部分のメロディーが入っているという特徴がある。
大森によると「レナセールセレナーデ」は2023年10月頃に作った楽曲とのことである。1996年生まれの大森はももいろクローバーZメンバーと同世代であり、「昔から活躍を拝見していたので色々と感慨深くなりながら、「今のももクロが歌ったらどうなるんだろう」というワクワクを楽曲に詰め込ませていただきました。」と楽曲制作時の心境を明かしている。
2023年12月下旬に行われた「レナセールセレナーデ」のレコーディングには大森も立ち会った。大森が立ち会った日にレコーディングを行ったももいろクローバーZメンバーの玉井詩織、佐々木彩夏には直接ディレクションを行った。レコーディングの際に玉井、佐々木から大森に対して「なんでこんなに難しいんですか！」、「自分で歌ってください！」と冗談めかして言われたが、大森も本楽曲は息を吸うところがなく難しいと歌唱の難しさを認めている。そんな難曲ではあったが大森はももいろクローバーZに対して「やはりももクロさんはさすがで、カッコよく可愛く歌いこなしてくださり、大変光栄です。」とコメントしている。
カップリング曲「Burn your Beat」は東北楽天ゴールデンイーグルスに所属する田中将大投手の2024年シーズン応援歌に使用された。田中は2012年からももいろクローバーZの楽曲を登場曲として使用しており、2014年のメジャーリーグ移籍以降は田中の応援歌として田中に向けて作られた新録曲を使用しているが、「Burn your Beat」はオリジナル制作曲としては11曲目となる。

## 批評
ライターの伊藤亜希は「レナセールセレナーデ」について、アニメ『転生したらスライムだった件』（以下、『転スラ』）のオープニングテーマであることに触れて、アニメタイアップの面から『転スラ』の「中世ヨーロッパ風の世界観」にマッチするようにイントロの冒頭と、アウトロにケルト音楽を彷彿とさせるフレーズが使用されている点、ももいろクローバーZの強さがありながらも軽やかな4人のユニゾンがお祭り感を醸し出し『転スラ』第3期第2クールのテーマである「テンペスト開国祭」にぴったりな祝歌である点を評価している。またケルティック調の音楽は『転スラ』の世界観を表すのと同時にMrs. GREEN APPLE楽曲のひとつの特徴であり、大森のルーツを窺えるアプローチと分析している。大森が制作する楽曲の作風としてフレーズ最後のロングトーンで転がるように音程を変えるという特徴があるが、「レナセールセレナーデ」でもサビの部分で使われており、その難しいメロディラインとニュアンスをももいろクローバーZは寸分のずれなくユニゾンで披露していると高評価を与えている。
音楽ライターの北野創は「Mrs. GREEN APPLEの大森元貴が楽曲プロデュースと作詞曲を手掛け、彼らしいアイリッシュテイストを取り入れた爽快なロックサウンドによって、中世ヨーロッパ的なファンタジー世界が舞台の『転スラ』の世界観に寄り添うと同時に、ももいろクローバーZとして新しい扉を開く作品になった。」と本楽曲に高評価を与えている。
音楽ライターの松本侃士はこの楽曲に出てくる「視野角を広げて デッドゾーン0にして」という歌詞の一節に着目し、本楽曲に「ゲーム用語（視野角、デッドゾーン）」が用いられていることについて、「視野角（Field of View／FOV）は、ゲームのプレイ画面に映る視野の広さを意味する言葉。デッドゾーンとは、コントローラーのスティックを傾けても反応しない範囲を指し、数値を指定することで、スティックの遊び幅が変更可能であり、どちらも主にFPSで用いられるワードだ。大森らしい遊び心に満ちた歌詞であり、楽曲のなかでアテンションを引くフックとしての役割を担っている。」と論評している。直接的にゲームを主題にしていない本楽曲において歌詞にゲーム用語を使用することによって「アテンションを引くフック」が発生する効果があると論じている。

## 販売形態
CDシングルは「ももクロ盤」と「転スラ盤」の2形態で2024年8月28日に発売された。また同日配信シングルもリリースされた。
「レナセールセレナーデ」のみを収めた配信限定シングルはCDシングルの発売に先立ち2024年6月28日にリリースされた。

### ももクロ盤
品番：KIZM-809〜10
　CD
1. レナセールセレナーデ
  - 作詞・作曲：大森元貴 / 編曲：山下洋介
2. Burn your Beat
  - 作詞：只野菜摘 / 作曲・編曲：R・O・N
3. レナセールセレナーデ（off vocal ver.）
4. Burn your Beat（off vocal ver.）

　Blu-ray
- 「レナセールセレナーデ」MUSIC VIDEO
- 「ももクロ春の一大事2022 ～笑顔のチカラ つなげるオモイ in 楢葉・広野・浪江 三町合同大会～」 DAY2 2022.4.24（「ももいろクローバーZとAEファンドのみなさん」エンドロールクレジット付）

### 転スラ盤
品番：KICM-2157
　CD
1. レナセールセレナーデ
2. Burn your Beat
3. レナセールセレナーデ（TV size）
4. レナセールセレナーデ（off vocal ver.）
5. Burn your Beat（off vocal ver.）
6. レナセールセレナーデ（TV size）（off vocal ver.）

### 配信シングル
1. レナセールセレナーデ
2. Burn your Beat
3. レナセールセレナーデ（TV size）
4. レナセールセレナーデ（off vocal ver.）
5. Burn your Beat（off vocal ver.）

### 配信限定シングル
2024年6月28日に表題曲「レナセールセレナーデ」単曲のみ先行配信された。
1. レナセールセレナーデ

## タイアップ
| 楽曲                     | 内容                                                               | 期間                 | 備考  |
| ------------------------ | ------------------------------------------------------------------ | -------------------- | ----- |
| 「レナセールセレナーデ」 | 『転生したらスライムだった件』（日本テレビ系列）オープニングテーマ | 第3期第2クール       | [ 4 ] |
| 「Burn your Beat」       | 東北楽天ゴールデンイーグルス所属田中将大投手の2024年応援歌         | 2024年シーズン入場曲 | [ 5 ] |

## テレビ出演
| 楽曲                     | 番組                             | 放送日           | 備考                       |
| ------------------------ | -------------------------------- | ---------------- | -------------------------- |
| 「レナセールセレナーデ」 | 『DayDay.』（日本テレビ系列）    | 2024年7月17日    | 「boom boom!」コーナー出演 |
| 「レナセールセレナーデ」 | 『うたコン』（NHK総合）          | 2024年7月23日    | [ 17 ]                     |
| 「レナセールセレナーデ」 | 『J-MELO』（NHK WORLD-JAPAN）    | 2024年8月4日深夜 | [ 18 ]                     |
| 「レナセールセレナーデ」 | 『MUSIC FAIR』（フジテレビ系列） | 2024年9月7日     | [ 19 ]                     |
| 「レナセールセレナーデ」 | 『Anison Days』（BS11）          | 2024年12月22日   | [ 20 ] [ 21 ]              |